# Granowo (Groot-Polen)

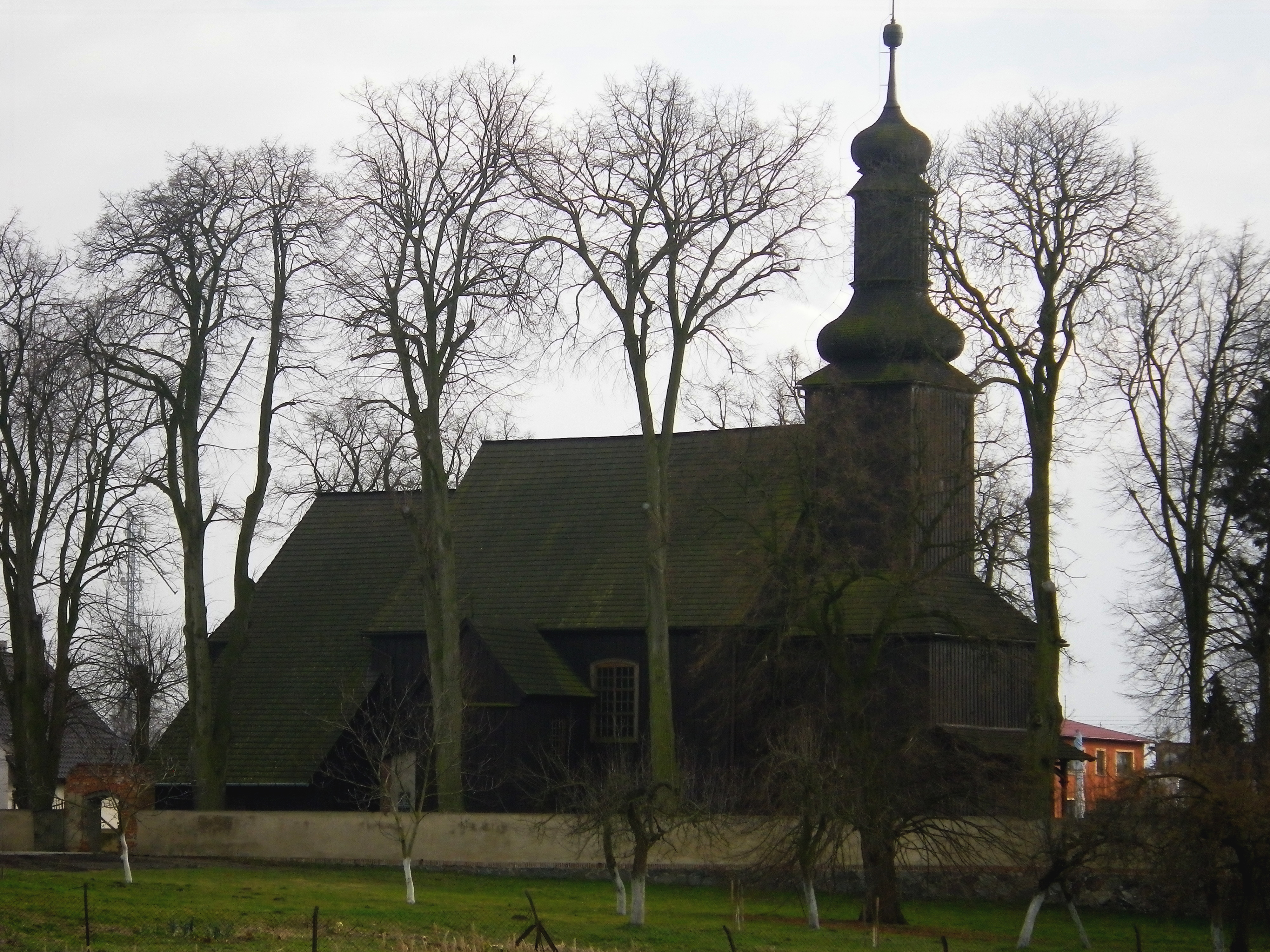
Parochiekerk uit 1729.

Granowo is een dorp in het Poolse woiwodschap Groot-Polen, in het district Grodziski (Groot-Polen). De plaats maakt deel uit van de gemeente Granowo en telt 2031 inwoners.